# عد وردي ذنبي الشكل
العد الوردي الذنبي الشكل (بالإنجليزية: Lupoid rosacea)‏ (أو "العد الوردي الورمي الحبيبي (بالإنجليزية: Granulomatous rosacea)‏," أو «الطفحة السلية صغيرة الحطاطات» (بالإنجليزية: Micropapular tuberculid)‏, أو «الطفحة السلية الشبيهة بالعد الوردي لليفاندوفسكي» (بالإنجليزية: Rosacea-like tuberculid of Lewandowsky)‏) هو أحد أنواع العد الوردي ويمتاز بتكوين أورام حبيبية شبيهة بالظهارة (أو ذنبية الشكل) بنمط منتشر.